# Gare de Clion-sur-Seugne
La gare de Clion-sur-Seugne était une gare ferroviaire française de la ligne de Chartres à Bordeaux-Saint-Jean, située sur le territoire de la commune de Clion, dans le département de la Charente-Maritime, en région Nouvelle-Aquitaine.
C'était une halte voyageurs de la Société nationale des chemins de fer français (SNCF) desservie par des trains TER Nouvelle-Aquitaine.

## Situation ferroviaire
Établie à 34 m d'altitude, la gare de Clion-sur-Seugne est située au point kilométrique (PK) 528,296 de la ligne de Chartres à Bordeaux-Saint-Jean, entre les gares ouvertes de Pons et  Jonzac. En direction de Pons, s'intercalent les gares fermées de Fléac-sur-Seugne et de Mosnac-sur-Seugne.

## Histoire
Raccordée au réseau de la compagnie des Charentes le 26 janvier 1870 (date de l'ouverture de la ligne Pons - Jonzac), elle était une étape sur la ligne Saintes - Bordeaux (et au-delà, Nantes - Bordeaux).
N’apparaissant plus sur les fiches horaires et plans du réseau TER Nouvelle-Aquitaine à partir de juillet 2020, elle n’est donc plus desservie.

## Fréquentation
De 2015 à 2020, selon les estimations de la SNCF, la fréquentation annuelle de la gare s'élève aux nombres indiqués dans le tableau ci-dessous.
| Année     | 2015 | 2016 | 2017 | 2018 | 2019 | 2020 |
| --------- | ---- | ---- | ---- | ---- | ---- | ---- |
| Voyageurs | 42   | 10   | 11   | 19   | 17   | 0    |

## Service des voyageurs

### Accueil
Arrêt Routier .

### Desserte
Clion-sur-Seugne était desservie par les trains TER Nouvelle-Aquitaine qui circulent sur la relation Saintes - Bordeaux-Saint-Jean.

### Intermodalité
Le stationnement des véhicules est possible à proximité de l'ancien bâtiment voyageurs.